# رفيق أكسفورد للأدب الأيرلندي
رفيق أكسفورد للأدب الأيرلندي هو كتاب صدر عام 1996 من تحرير روبرت ويلش.
في أكثر من 2000 مدخل، يراقب صاحب الأدب الأيرلندي المشهد الأدبي الأيرلندي عبر ستة عشر قرنًا، واصفًا ملامحه ومعالمه. وتتراوح المدخلات من كتابة أوغهام، التي تطورت في القرن الرابع، إلى الخيال والشعر والدراما في التسعينات. هناك روايات لمؤلفين في وقت مبكر مثل أدومنان، رئيس دير إيونا في القرن السابع، وحتى كتاب معاصرين مثل رودي دويل، بريان فريل، شيموس هيني، وإدنا أوبراين. توجد مداخل فردية لجميع الأعمال الرئيسية، من تان بو كويلنج -ملحمة أولستر التي تعكس العصر الحديدي السلتي -إلى رحلات جاليفر سويفت، وقلعة إدجورث راكرنت، وكتاب كرينا سيلي لأو كادهين، وكتاب الأدلة لبانفيل.
يسلط الكتاب الضوء أيضا على السياقات التاريخية لهؤلاء الكتاب، والأحداث التي ألهمتهم بشكل مباشر في بعض الأحيان -المجاعة الأيرلندية في 1845-188، التي قدمت موضوعا للروائيين والشعراء ومذكري من وليام كارلتون إلى باتريك كافانا وبيدار أو لاغيري؛ تأسيس مسرح آبي وتأثيره على كتاب مسرحيين مثل ج. م. سينج وبادريك كولوم؛ ثورة عيد الفصح التي أثارت ييتس إلى «الجمال الرهيب» من «عيد الفصح 1916». وهي تقدم معلومات عن مواضيع عامة تتراوح بين المرحلة الأيرلندية إلى الكاثوليكية والبروتستانتية واللغة الأيرلندية والتعليم الجامعي في أيرلندا؛ وعلى أنواع مثل الحوليات والشعر الباردي والأغاني الشعبية.
يقدم الكتاب معلومات عن مواضيع عامة تتراوح بين المرحلة الأيرلندية إلى الكاثوليكية والبروتستانتية واللغة الأيرلندية والتعليم الجامعي في أيرلندا) وعلى أنواع مثل الحوليات والشعر الباردي والأغاني الشعبية.